# Benimeli
Benimeli – gmina w Hiszpanii, w prowincji Alicante, we wspólnocie autonomicznej Walencja, o powierzchni 3,5 km². W 2011 roku liczyła 424 mieszkańców.